# Исламовац
Исламовац је насељено мјесто у саставу дистрикта Брчко, БиХ.

## Становништво
| Националност       | 1991.       |
| Муслимани          | 97 (92,38%) |
| Срби               | 0           |
| Хрвати             | 0           |
| Југословени        | 0           |
| остали и непознато | 8 (7,62%)   |
| Укупно             | 105         |